# Wicklow Way

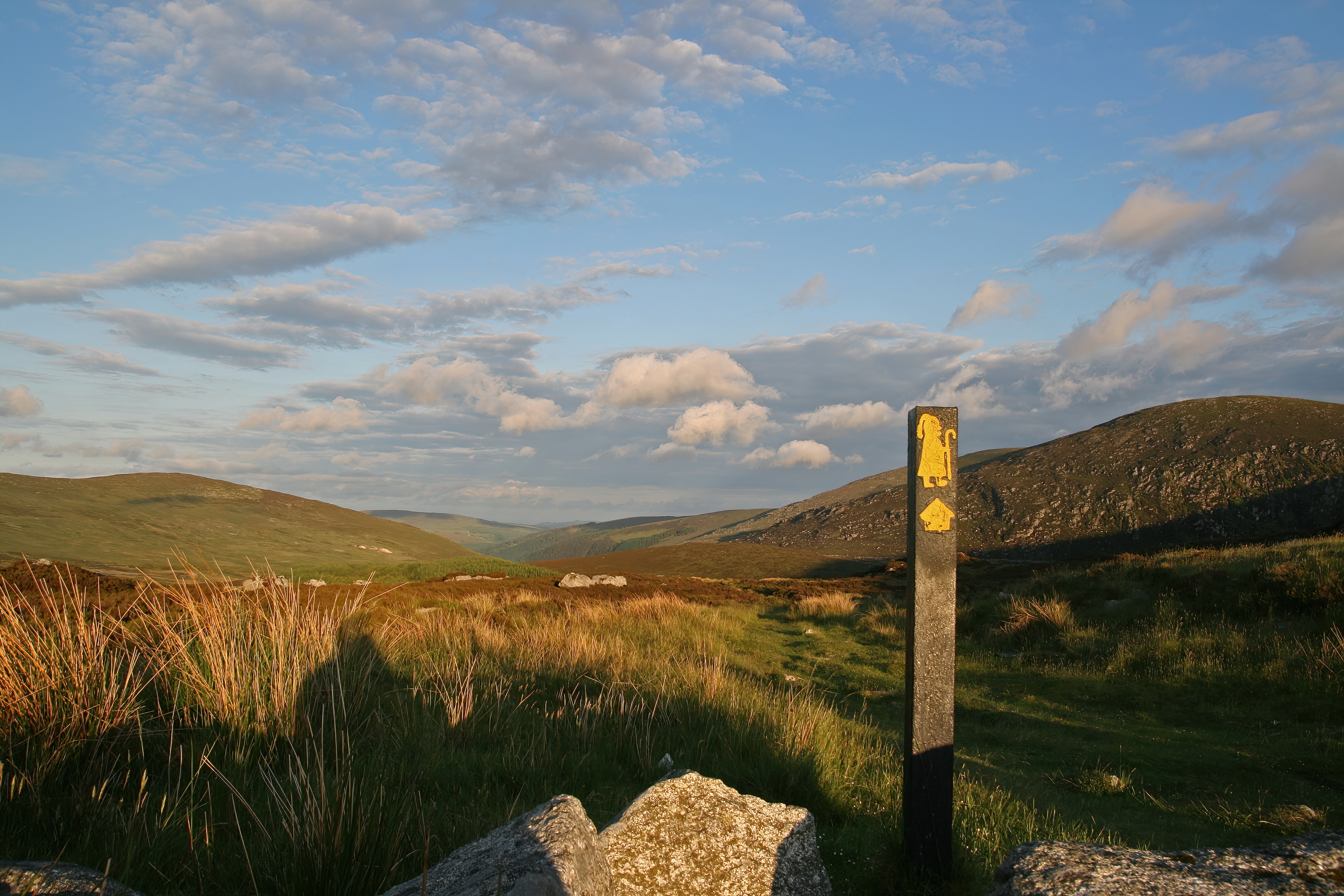
Wicklow Way, Wicklow Gap

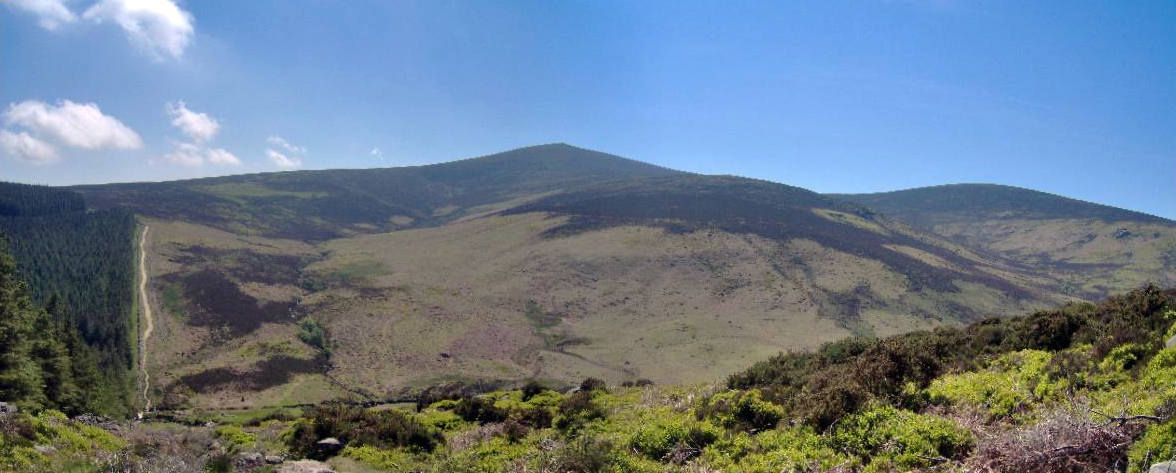
De toppen van de Wicklow mountains waar het pad overheen gaat.

De Wicklow Way (Iers: Slí Cualann Nua) is een langeafstandswandelpad in Ierland. Hoewel het genoemd is naar het graafschap Wicklow, liggen de uiteinden buiten dit graafschap. Het noordelijke uiteinde ligt in Marlay Park in Rathfarnham in het graafschap Dublin en het zuidelijke uiteinde ligt in Clonegal in het graafschap Carlow. De route leidt langs  Glendalough, een van de oudste christelijke kloostervestigingen van Europa.
Het wandelpad is ongeveer 132 km lang en gaat door de heuvels en bergen van de drie graafschappen, hoewel de echte bergtoppen vermeden worden. Het hoogste punt (725 m) is op de berg Djouce in het noordoosten van de Wicklow Mountains; het laagste punt (52 m) is in Clonegal. Het wandelpad werd in 1981 door J.B. Malone vastgelegd. Voor het 25-jarig bestaan is de route voorzien van bewegwijzering.
De Wicklow Way is onderdeel van het westelijke stuk van de Europese wandelroute E8, die van Ierland, dwars door Europa, helemaal tot in Turkije loopt.

## Overnachting
De route kan het best gevolgd worden met de tent en er mag wild gekampeerd worden. Op de route zelf zijn geen B&B's, hotels of andere overnachtingsplaatsen. Om in degelijke accommodatie te overnachten moet men de route verlaten, waardoor de wandelafstand aanzienlijk vergroot wordt.